# Osmunda angustifolia
Osmunda angustifolia är en safsaväxtart som beskrevs av Ren-Chang Ching och Wang. Osmunda angustifolia ingår i släktet Osmunda och familjen Osmundaceae. Inga underarter finns listade.